# Si Yajie
Si Yajie (4 de dezembro de 1998) é uma saltadora chinesa, especialista na plataforma, medalhista olímpica 

## Carreira

### Rio 2016
Si Yajie representou seu país nos Jogos Olímpicos de Verão de 2016, na qual conquistou uma medalha de prata, na plataforma individual, ficando atrás da compatriota Ren Qian. 